# Анатолий Крутиков
Анатолий Крутиков (на руски: Анатолий Крутиков) е съветски футболист и треньор.

## Кариера
Крутиков е почетен майстор на спорта на СССР (1967 г.). Шампион на СССР през 1962 г. Носител на Купата на СССР за 1963 г. и 1965 г.
През 1976 г. е старши треньор на Спартак Москва. Крутиков е единственият треньор, под чието ръководство Спартак изпада от елита на СССР.
Между 1981 – 1988 г. е директор на детската школа Спартак (Московска област).

## Отличия

### Отборни
Спартак Москва
- Съветска Висша лига: 1962
- Купа на СССР по футбол: 1963, 1965

### Международни
СССР
- Европейско първенство по футбол: 1960